# Південна гостинність (фільм)
Південна гостинність (англ. Southern Comfort) — американський трилер 1981 року.

## Сюжет
Національна гвардія проводить навчання в болотах Луїзіани, де суворих і відлюдних місцевих жителів називають «кеджунами». Загін національної гвардії, для переправи через озеро, краде човни у місцевих мисливців. Один із солдатів жартома стріляє в мисливців з кулемета холостими патронами. У відповідь, місцеві жителі починають полювання на солдатів. У підсумку навчання перетворюються на смертельну гру на виживання в дикій місцевості.

## У ролях
- Кіт Керрадайн — Спенсер
- Пауерс Бут — Гардін
- Фред Ворд — Ріс
- Франклін Сілс — Сіммс
- Т.К. Картер — Кріббс
- Льюїс Сміт — Стакі
- Ліс Ленном — Каспер
- Пітер Койот — Пул
- Алан Отрі — Боуден
- Брайон Джеймс — звіролов
- Сонні Лендем — мисливець
- Аллан Граф — мисливець
- Нед Дауд — мисливець
- Роб Райдер — мисливець